# Ледолом
«Ледолом» — художественный фильм режиссёра Бориса Барнета, снятый в 1931 году по одноимённой повести К. Горбунова.

## Сюжет
Фильм о коллективизации в селе и борьбе с кулачеством во второй половине 1920-х годов.
Кулацкий сын соблазняет дочь бедняка Анку, но вскоре бросает её. Анка ждёт ребёнка. С появлением отслужившего в Красной Армии комсомольца Семёна её жизнь кардинально меняется…

## В ролях
- Александр Жуков — Скулов, председатель сельсовета
- Вера Маринич — Анка
- Антон Мартынов — комсомолец Семён
- Сергей Прянишников
- Елена Ануфриева

## Съёмочная группа
- Авторы сценария: Сергей Евлахов (совместно с О.Мелеш)
- Режиссёр: Борис Барнет
- Операторы: Михаил Кириллов, Мстислав Котельников
- Художник: Валентина Хмелёва